# Il Caffè del Molo
Il Caffè del Molo. Giornale critico letterario è un periodico letterario edito a Napoli dal 1829 al 1832.
La rivista era composta da quattro fogli: il nucleo centrale costituito da recensioni letterarie, in seguito propose una rassegna degli spettacoli teatrali dell'epoca e si concludeva sempre con una sciarada e un logogrifo. La redazione del periodico era composta da circa dieci unità e generalmente gli articoli non venivano firmati, così come non era presente la pubblicità. Il Caffè del Molo venne dapprima pubblicata presso "Cataneo, Fernandes e Comp.", poi dalla stamperia "Ruberto e Lotti" e infine dalla tipografia "Nunzio Pasca". L'abbonamento costava due carlini al mese per tre numeri e la sottoscrizione si effettuava a Napoli. 
Il titolo del periodico rimanda chiaramente a Il Caffè di Pietro Verri, anche se la rivista napoletana si distacca dall'impegno culturale, civile e sociale tipico del periodico milanese, e convoglia il suo interesse verso un'attività di recensione, che ha il pregio di svolgere una selezione fra le molteplici pubblicazioni dell'epoca e di fornire uno spaccato di vita napoletana. Per questo si può più agevolmente accostare al Giornale letterario di Napoli e alla Frusta letteraria del Baretti: tutte le riviste prendono parte all'animato dibattito dell'epoca su arti, letteratura e scienze e rappresentano tendenze collettive che vanno consolidandosi nella creazione di una nuova identità. In una fase di mutamenti storici e culturali Il Caffè del Molo fa da tramite fra la comunità degli intellettuali eruditi e la compagine dei nuovi gruppi sociali, con una giusta moderazione fra propulsioni verso l'innovazione e inclinazioni conservatrici. Gli autori degli articoli mettono in evidenza la qualità delle opere recensite, sia dal punto di vista del contenuto che da quello editoriale: il pregio della stampa, delle incisioni, delle litografie e delle miniature, le caratteristiche della carta usata e le capacità degli stampatori sono attentamente valutate ed espresse in una lingua colta e articolata. La rivista è stata pubblicata in quarantotto numeri senza una periodicità regolare. La brevità della vita della rivista è dovuta a diversi fattori, sia di carattere pratico, come le difficoltà economiche, sia di carattere ideale, per l'incessante mutare degli eventi sociopolitici dell'area napoletana in quegli anni.